# Nowickia deludans
Nowickia deludans là một loài ruồi trong họ Tachinidae.